# Rangila Rasul
Rangina Rasul (Urdu: رنگیلا رسول, Devanagari: रंगीला रसूल, español: El Profeta colorido) es un libro publicado anónimamente en Urdu en 1924.
El libro fue considerado sumamente controversial debido a su sátira de la vida marital del Profeta Mahoma. Su publicación llevó a reformas en el código penal de la India que hicieron ilegal la blasfemia y pudo contribuir a sentar las bases para la partición de la India.

## Contexto
En la década de 1920, el Raj británico (que comprendía a los actuales países de Bangladés, Birmania, India y Pakistán) experimentó episodios de violencia entre las comunidades musulmana e hinduista.
Entre 1921 y 1922 se dio la rebelión de Malabar, también conocida como rebelión de Mopla o Mappila, que es como se conoce a los musulmanes de Malabar.
Los musulmanes de Malabar no solo se rebelaron contra las autoridades británicas, sino también contra las elites hindús de la zona que sufrieron de masacres y conversiones forzadas a manos de los mappilas.
Entre abril y septiembre de 1927 se dieron al menos 25 disturbios repartidos entre Bombay, Punyab, Bengala, Bihar, Odisha y otras regiones, dejando un saldo de poco más de un centenar de muertos (103) y poco más de mil heridos. (1084)
En la región del Punyab estás hostilidades se vieron acompañadas de textos publicados por miembros de una comunidad religiosas con la intención de criticar u ofender a otras comunidades religiosas.
Rangila Rasul fue publicado por miembros de la comunidad hinduista como respuesta a un panfleto titulado «Sitaka Chinala» publicado por miembros de la comunidad musulmana y que representaba a la diosa hindú Sita (esposa de Rama, héroe del Ramayana) como una prostituta.

## Publicación
Rangina Rasul fue publicado en mayo de 1924 y sus ejemplares se agotaron en cuestión de pocas semanas.
Originalmente se publicó en urdu y luego fue traducido a hindi.
Rangina Rasul fue escrito por un miembro de la secta reformista hindú Arya Samaj de nombre Pandit Chamupati (o Champovati). La secta Arya Samaj no era extraña a polémicas religiosas, siendo que muchos de sus líderes y ministros se habían hecho fama ofendiendo a otras religiones, incluyendo otras sectas hinduistas.

### El editor
El editor de Rangila Rasul fue Mahashe Rajpal, un periodista de Lahore.
Rajpal publicó el libro de manera anónima, sin revelar o hacer público en nombre del autor (Chamupati) a pesar de la presión pública y amenazas que recibió, por lo que Rajpal asumió las consecuencias legales posteriores.
Mahashe Rajpal (también conocido como Mahashay) fundó su editorial «Rajpal & Sons» («Rajpal e hijos») en 1912.
Como editor Rajpal llegó a ser reconocido en varios círculos sociales de Lahore, siendo que era comprometido con la libertad de expresión y no se escondía de temas controversiales, llegando a publicar una traducción al hindi de «Amor conyugal» («Married Love») de Marie Stopes en 1925 y un texto ilustrado sobre planificación familiar en 1926, ambos escritos por Santram B. A. (1887 – 1998) un erudito y reformista social miembro de la casta social Shudrá. (La casta de los siervos.)

## Contenido
El libro trata sobre los matrimonios y la vida sexual del profeta Mahoma.
Al ser una sátira, la vida marital del profeta Mahoma es tratada en tono de elogio, al estilo de un bhakti (es decir, una muestra de devoción a un dios o santo en la tradición hinduista), siendo que algunos de los puntos controversiales del libro son de hecho fieles a lo que indica la tradición islámica sobre la vida del profeta Mahoma. Lo anterior se debió a que el autor era versado en literatura islámica.
En una parte, el autor cita características del profeta, destacando su habilidad para el matrimonio, que abarcó «a una viuda, a una virgen, a una anciana, a una joven... incluso una niña en ciernes».
De hecho, el texto abre con las siguientes líneas:

Hay que evitar una calamidad: él se casa con ella;

Una lámpara apagada debe encenderse: él se casa con ella.

La belleza de una es llamativa: él se casa con ella;

Otra tiene un tesoro: él se casa con ella.

Como el ruiseñor sirve a las flores en el jardín;

Me dedico al Profeta Colorido.

Rangila Rasul, 1914.

El diario bangladesí Amrita Bazar Patrika refirió el libro de la siguiente manera:

«El libro R. Rasul, que es el sujeto de este caso, es un pequeño folleto escrito por un anónimo pero bien informado autor que trató de concluir instancias de la vida del profeta. Aquellos que han leído el libro saben que no hay intento de ridiculizar y los hechos expuestos en un lenguaje simple e inocente están enteramente basados en escritos de autores estándar del islam, ya sean europeos o musulmanes.»
Amrita Bazar Patrika.

## Reacciones

### Condena de Mahatma  Gandhi
En junio de 1924, Mahatma Gandhi refirió a Rangila Rasul en su semanario «Young India». («India Joven»)
En su artículo Gandhi señaló que:

«Un amigo me ha enviado un panfleto llamado R. Rasul escrito en Urdu. No tiene el nombre del autor. [...] El solo título es sumamente ofensivo. El contenido va de acuerdo con el título. No puedo, sin ofender el sentido de lo que es correcto del lector, dar la traducción de algunos extractos. Me he preguntado cuál podría ser el motivo de escribir e imprimir tal libro, sino inflamar pasiones. El abuso y la caricaturización del Profeta no pueden distanciar al musulmán de su fe y no pueden hacer bien alguno al hindú, que podría empezar a dudar de su propia fe. Como contribución, por lo tanto, a los trabajos de propaganda religiosa, no tiene ningún valor en lo absoluto.»
Mahatma Gandhi en Young India, junio de 1924.

### Juicio contra el editor
Tras la publicación de Rangila Rasul y su posterior polémica, el gobierno de Punyab manifestó sus intenciones de detener la distribución del libro e impedir posteriores publicaciones. Posteriormente el editor, Mahashe Rajpal, recibió varias demandas legales.
Eventualmente fue claro que el gobierno de Punyab no tenían intención de hacer más grande la polémica por la publicación del libro, y cuando el Consejo Legislativo de Punyab discutió el caso (más o menos al mismo tiempo que comenzó el juicio por las demandas contra el editor Rajpal), concluyó que:

«El libro [...] contiene lenguaje abierto a objeción, [pero] se ha decidido no procesar [legalmente] ya que no hay bases para pensar que el libro ha atraído mucha atención general.»
Reporte oficial del Consejo Legislativo, 1924.

El 4 de mayo de 1927, el ministro Dali Singh de la Suprema Corte de Justicia de Punyab en Lahore exoneró a Rajpal de los cargos, pero a título personal condenó el libro por considerarlo «malicioso en su tono» y su propensión a herir la sensibilidad religiosa de la comunidad musulmana. El fallo de inocencia le valió severas críticas y amenazas al juez Singh.
En respuesta al fallo de inocencia, a inicios de julio se llevó a cabo una reunión multitudinaria de musulmanes frente a la gran mezquita de Jama Masjid en Delhi, que fue precedida por el activista, periodista y político Maulana Mohammad Ali. Del evento el Hindustan Times reportó:

«La vasta reunión de musulmanes le declara al gobierno, con una sola voz, que debería cerrar inmediatamente la puerta que ha abierto a la destrucción de la ley y el orden. Esto lo puede lograr "revisando inmediatamente la sentencia." Cualquier retraso en este aspecto será un indicador de que el gobierno quiere forzar a los musulmanes a tomar la ley en sus propias manos y tales asuntos propiciarían una catástrofe que ninguna fuerza en la tierra podría refrenar.»
Hindustan Times, 2 de julio de 1927.

Debido a tensiones sociales, el caso legal contra el editor de Rangila Rasul fue retomado por una corte magisterial de Lahore, y en esta ocasión el fallo fue de culpable, con una condena de 6 meses de prisión.
No obstante, el fallo fue apelado y el juez Singh retomó el caso por segunda vez, concluyendo que si bien la naturaleza maliciosa del panfleto era un hecho, le era difícil proceder ya que la ley no contemplaba ataques a profetas religiosos, dejando a Rajpal libre en 1928.

### Violencia

#### Disturbios
Las tensiones entre musulmanes e hinduistas en la ciudad de Lahore en verano de 1927 se vieron en buena medida avivadas por la publicación de Rangila Rasul y Sair-e-Dozakh («Paseo a través el infierno», un artículo crítico del islam publicado en una revista llamada Risala Vartman). Finalmente las tensiones estallaron en disturbios que dejaron varios muertos.
En Punyab, la publicación de Rangila Rasul facilitó disturbios por un periodo de hasta 6 a 7 años.

#### Asesinato del editor
El editor de Rangila Rasul, Mahashe Rajpal, sufrió un intentó de asesinato en 1926. Aunque sobrevivió, estuvo hospitalizado por 3 meses.
En 1927 hubo otro intento de asesinato, pero el asesinó atacó a una persona inocente a la que confundió con Rajpal. Como Rajpal, la víctima también sobrevivió.
Finalmente, Rajpal fue asesinado en Lahore el 6 de abril de 1929, cuando un joven carpintero musulmán de nombre Ilm ud din (también conocido como Alimuddin o Ilam Din) de apenas 20 años acuchilló a Rajpal mientras se encontraba afuera de su negocio.

##### Reacciones al asesinato del editor

###### Juicio al asesino
Ilm-ud-din fue juzgado, encontrado culpable y condenado a pena de muerte.
Su abogado defensor consiguió una apelación frente ante la Suprema Corte de Justicia Punyab en Lahore, y para presentar sus argumentos solicitó ayuda al mismo Muhammad Ali Jinnah, abogado, político y considerado como padre de la nación en Pakistán.
Jinnah aceptó y presentó dos argumentos base:
1. Cuestionar las evidencias presentadas por la corte, y
2. Sostener que el castigo era excesivo dada la edad del asesino.

No obstante, la sentencia no se revocó e Ilm-ud-din fue ejecutado el 31 de octubre de 1929.

###### De grupos fundamentalistas
Algunos grupos fundamentalistas musulmanes dieron al asesino del editor Rajpal el título de «Ghazi», que significa «Guerrero de la fe». El reconocimiento del asesino llegó a tal punto, que en Pakistán eventualmente se produjo una película para televisión sobre sus acciones.

###### Condena de Gandhi
El 18 de abril de 1929 Gandhi publicó un artículo en su semanario «Youth India» bajo el título «The Bomb and the Knife» («La Bomba y el Cuchillo») en el que comparaba el cuchillo del asesinato de Mahashe Rajpal con las bombas del acto terrorista (planeado para no dejar víctimas) contra la Asamblea Legislativa en Delhi del 8 de abril de 1929, por parte de Bhagat Singh y Batukeshwar Dutt (miembros notables de la independentista Asociación Republicana Socialista del Indostán). Gandhi declaró que ambos actos (las bombas arrojadas a la asalmble legislativa y el asesinato del editor Rajpal) seguían la «misma filosofía de loca venganza e ira impotente.»

###### Reconocimiento póstumo al editor
Casi 80 años después de su muerte, en 1997, Rajpal fue reconocido póstumamente por la Federación India de Editores con el premio «Freedom to Publish Award» («Libertad para Publicar»), otorgado en el marco de la Feria del Libro de Delhi.
En 2010 recibió otro reconocimiento póstumo: el premio especial «Dare to Publish Award» («Atrévete a Publicar») de parte de la Unión Internacional de Editores.

### Censura
Hasta el día de hoy, Rangila Rasul está prohibido en India y Pakistán dado sus códigos penales. Las copias físicas del libro son difíciles de encontrar.

#### India
Dada la polémica por el fallo que absolvió al editor (Rajpal) de Rangila Rasul, el gobierno trató de demostrar una mano más dura con un caso similar que se dio poco después, con otra publicación crítica del islam en una revista llamada Risala-i-Vartman. No obstante, el nuevo juicio no resultó suficiente, y se optó porque el Consejo Legislativo Imperial de la India (antecesor colonial del actual Parlamento de la India) analizará una posible reforma de la ley penal.
El resultado fue la ley XXV de reforma al código penal de la India en 1927, que llevó al actual inciso A de la norma 295 del código penal que usaría la India usa hoy en día, que establece:

295 A. Actos deliberados y maliciosos, con la intención de ofender sentimientos religiosos de cualquier clase ofendiendo a su religión o creencias religiosas. —Quien, con la intención deliberada y maliciosa de ultrajar los sentimientos religiosos de cualquier clase de (ciudadanos de la India), (mediante palabras, ya sea habladas o escritas, o mediante signos o representaciones visibles o de otro modo), insulte o intente insultar la religión o las creencias religiosas de esa clase, serán castigados con pena de prisión de cualquier descripción por un término que puede extenderse a (tres años), o con multa, o con ambas.
Código penal de la India. Capítulo XV, de ofensas relacionadas con la religión.

#### Pakistán
Dado que Pakistán y la India eran parte de la misma unidad política durante el periodo colonial, la reforma penal aprobada por el Consejo Legislativo Imperial también fue heredada en el inciso A de la norma 295 del código penal de Pakistán.
Durante el gobierno del general Muhammad Zia-ul-Haq (1978 - 1988), Pakistán extendió aún más la criminalización de la blasfemia introduciendo los apartados B y C a su norma 295, así como nuevos apartados a otras normas similares. A saber:
- 298 A: Introducida en 1980, criminaliza profanaciones directas o indirectas de esposas y familiares del profeta Mahoma.[63]
- 298 B: Introducida en 1984, criminaliza con prisión términos usados por la minoría de los musulmanes ahmadíes.[64]
- 298 C: Introducida en 1984, criminaliza que los musulmanes miembros de la minoría ahmadíe se autodenominen «musulmanes» y prediquen o propaguen su versión del islam.[64]
- 295 B: Introducida en 1982, criminaliza la profanación del sagrado Corán. Fue introducida como reacción a un periodo de pánico social por reportes de supuestas profanaciones del Corán en medios.[65]
- 295 C: Introducida en 1986, criminaliza con prisión de por vida o pena de muerte cualquier profanación directa o indirecta del profeta Mahoma.[66]

Mientras algunas de las normas son abierta discriminación (contra la minoría de los musulmanes ahmadíes), otras lo son indirectamente, ya que si bien 295 A en teoría cubre a todas las religiones de posibles profanaciones, los nuevos incisos introducidos en 1986 (B y C), así como el inciso A de 298; dan una protección preferencial al islam.